# Semoy, Loiret

Semoy este o comună în departamentul Loiret din centrul Franței. În 1 ianuarie 2022 avea o populație de 3.204 de locuitori.